# Hadsund Kommune (1937-1970)
Hadsund Kommune (1937-1970) var en kommune som eksisterede indtil Kommunalreformen i 1970. Den var beliggende i Himmerland.
Hadsund Kommune opstod den 1. april 1937 ved sammenlægning af de tidligere Vive og Skelund-Visborg Kommuner. Den 1. april 1970 indgik kommunen i Hadsund Kommune (1970-2006).
Kommunen bestod af de ovennævnte sogne.
"Hovedbyen" var Hadsund. [kilde mangler]
Disse stednavne var registreret indtil Kommunalreformen i 1970
- Rosendal (Hadsund Sogn) (bebyggelse)
- Rolighed (Hadsund Sogn) (bebyggelse)
- Sindholt (Hadsund Sogn) (bebyggelse)
- Transbjergholt (Hadsund Sogn) (bebyggelse)

## Sognerådsformand
| Periode   | Navn              | Parti |
| --------- | ----------------- | ----- |
| 1937-1946 | J. Winding        |       |
| 1946-1950 | Martinus Nielsen  |       |
| 1950-1954 | J. Winding        |       |
| 1954-1958 | Jens Rasch        |       |
| 1958-1965 | ??                |       |
| 1965-1970 | Poul G. Mortensen |       |

## Klider og referencer
1. ↑  http://dendigitalebyport.byhistorie.dk/kommuner/kort/kommuner1938.pdf Kort over kommuner i 1938. (PDF)

56°42′N 10°06′Ø / 56.7°N 10.1°Ø